# يوجين روبنسون (لاعب كرة قدم أمريكية)
يوجين روبنسون (بالإنجليزية: Eugene Robinson)‏ هو لاعب كرة قدم أمريكية أمريكي، ولد في 28 مايو 1963 في هارتفورد في الولايات المتحدة.

## وصلات خارجية
- يوجين روبنسون على موقع مرجع كرة القدم المحترفة.كوم (الإنجليزية)